# Chen Ke
Chen Ke (陳可S, Chén KěP; Pechino, 16 maggio 1979) è un ex cestista cinese.

## Carriera
Con la Cina ha disputato i Campionati mondiali del 2002 e i Giochi olimpici di Atene 2004.